# 887 (szám)
A 887 (római számmal: DCCCLXXXVII) egy természetes szám, prímszám.

## A szám a matematikában
A tízes számrendszerbeli 887-es a kettes számrendszerben 1101110111, a nyolcas számrendszerben 1567, a tizenhatos számrendszerben 377 alakban írható fel.
A 887 páratlan szám, prímszám. Biztonságos prím. Normálalakban a 8,87 · 102 szorzattal írható fel.
Pillai-prím.
A 887 négyzete 786 769, köbe 697 864 103, négyzetgyöke 29,78255, köbgyöke 9,60818, reciproka 0,0011274. A 887 egység sugarú kör kerülete 5573,18537 egység, területe 2 471 707,710 területegység; a 887 egység sugarú gömb térfogata 2 923 206 318,9 térfogategység.
A 887 helyen az Euler-függvény helyettesítési értéke 886, a Möbius-függvényé −1.